# دیپلماسی آب

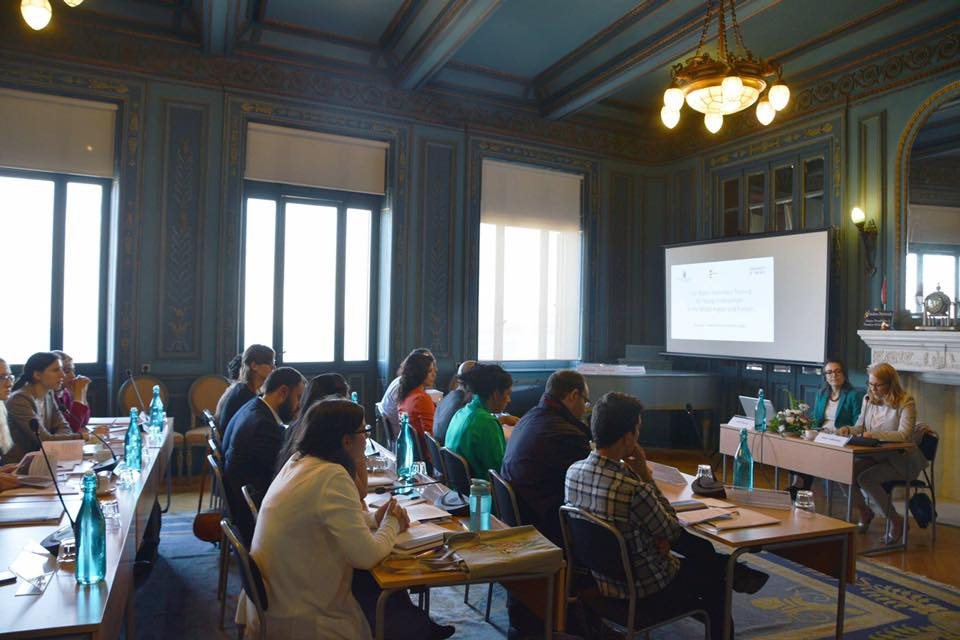
آموزش دیپلماسی آب در موسسه سوئدی اسکندریه

دیپلماسی آب (انگلیسی: water diplomacy یا hydrodiplomacy) روشی است که در آن مشکلات آب تشخیص داده شده، نقاط قابل دخالت تعیین شده و راه حلهای پایداری برای آن مشکلات ارایه می‌شود. ابزاری که در این دیپلماسی استفاده می‌شود عبارت از سیاست زیست‌محیطی، استراتژی مدیریت آب و راه حل‌های مهندسی است.

## تعاریف
زارعی و همکاران دیپلماسی آب را به عنوان «روشی بدیع و ابزاری راهبردی برای رفع مشکلات مربوط به آب در مقیاس درون و برون مرزی در هنگام بروز اختلاف در تقسیم منابع آبی» تعریف می‌کند.

## کاربرد
اصطلاح دیپلماسی آب کاربردهای گوناگونی دارد. برای نمونه مشاوران سیاسی و پژوهشگران عرصه سیاست از این اصطلاح برای توصیف چگونگی رفع مشکلات آب توسط سیاستمدارن امور خارجه و افزایش همکاری‌های مرتبط با آب جهت برقراری صلح، استفاده می‌کنند. سازمان‌های گوناگونی نظیر اتحادیه اروپا و سازمان همکاری‌های امنیتی، از این اصطلاح برای اشاره به فعالیت‌های آنها در زمینه مدیریت، اختلاف و همکاری استفاده می‌کنند.